# Amt Langensalza

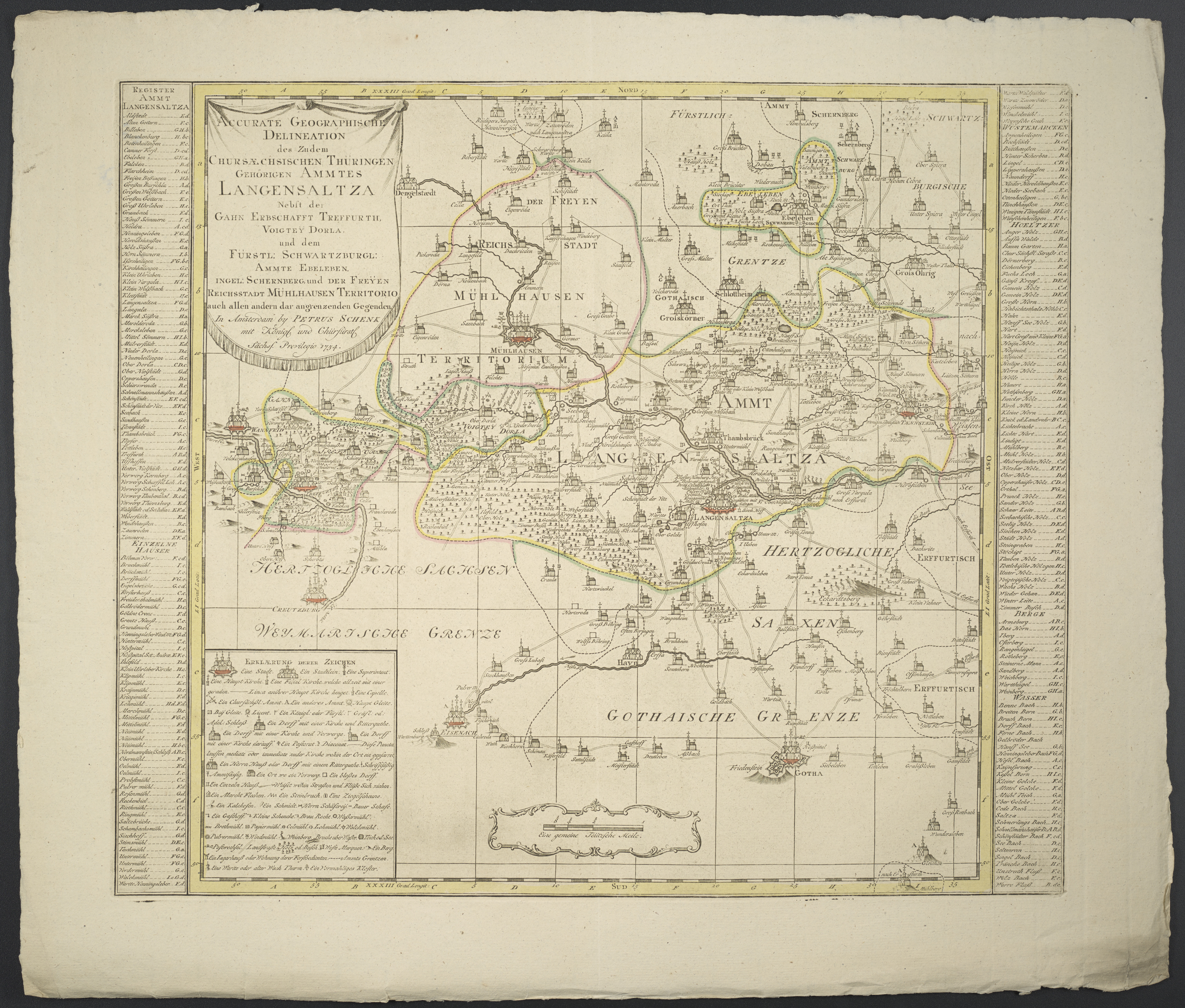
Das Amt Langensalza um 1754

Das Amt Langensalza war eine im Thüringer Kreis gelegene territoriale Verwaltungseinheit des 1806 in ein Königreich umgewandelten Kurfürstentums Sachsen. Es gehörte zum „Oberen Distrikt“ des Thüringer Kreises und war zwischen 1657 und 1746 Teil des albertinischen Sekundogenitur-Fürstentums Sachsen-Weißenfels.
Bis zur Abtretung an Preußen 1815 bildete es als sächsisches Amt den räumlichen Bezugspunkt für die Einforderung landesherrlicher Abgaben und Frondienste, für Polizei, Rechtsprechung und Heeresfolge.

## Geographische Ausdehnung
Das Amt Langensalza lag im Westen des Thüringer Beckens am Oberlauf der Unstrut, welche das Amt im Zentrum von Nordwest nach Südost durchfloss. Die Stadt Langensalza liegt an der Salza, einem Nebenfluss der Unstrut. Das Amtsgebiet reichte vom Hainich im Westen bis zu den Heilinger Höhen im Nordosten. Zum Territorium gehörten u. a. drei Städte und eine Exklave. Im östlichen Teil lag mit dem Ort Bruchstedt eine schwarzburgische Enklave. Das Amt war das westlichste Territorium, das unter alleiniger kursächsischer Hoheit stand.
Das Amtsgebiet liegt heute zum größten Teil im Unstrut-Hainich-Kreis im Nordwesten des Freistaats Thüringen. Nur Freienbessingen gehört heute zum Kyffhäuserkreis.

## Angrenzende Verwaltungseinheiten
Seit der Gründung des im Süden angrenzenden Herzogtums Sachsen-Gotha-Altenburg im Jahr 1672 grenzte das albertinische Amt Langensalza an folgende Gebiete:
- Nordwesten: Vogtei Dorla (zur Ganerbschaft Treffurt, bis 1802 Kondominium des Kurfürstentums Sachsen, der Landgrafschaft Hessen-Kassel und des Erzbistums Mainz) und Reichsstadt Mühlhausen (beide 1802/03 zu Preußen, 1807 zum Königreich Westphalen, ab 1813 wieder zu Preußen)
- Norden: Herzogtum Sachsen-Gotha-Altenburg (Amt Volkenroda, Exklave), Fürstentum Schwarzburg-Rudolstadt (Exklave Schlotheim der Unterherrschaft)
- Nordosten: Fürstentum Schwarzburg-Sondershausen (Unterherrschaft)
- Osten: Kurfürstentum Sachsen (ab 1806 Königreich) (Amt Weißensee)
- Süden: Herzogtum Sachsen-Gotha-Altenburg (Amt Herbsleben, Herrschaft Tonna. Amt Gotha, Wangenheimsches Gericht)
- Westen: Herzogtum Sachsen-Eisenach, ab 1841 Herzogtum Sachsen-Weimar-Eisenach (Amt Creuzburg) und Herzogtum Sachsen-Gotha-Altenburg (Hopffgartensches Gericht, Exklaven)

Im östlichen Teil lag mit dem Ort Bruchstedt eine Exklave der Unterherrschaft des Fürstentums Schwarzburg-Sondershausen. Im Südosten grenzte mit Großvargula eine Exklave des kurmainzischen Erfurter Staats an, welche teilweise zum Amt Langensalza gehörte.

## Geschichte

### Herren von Salza
Im 12. Jahrhundert  veranlassten die Herren von Salza den Bau einer Burganlage in der um 900 erstmals erwähnten Siedlung „Salzaha“ an dem gleichnamigen kleinen Fluss, deren Namen sie annahmen. Die Dryburg wurde der Stammsitz dieses Ministerialengeschlechts der Thüringer Landgrafen. Sie waren im Besitz des Münzrechts und besaßen im 13. Jahrhundert in Salza eine Münzstätte, die durch Münzfunde nachgewiesen ist.
Aufgrund von Erbstreitigkeiten verkauften drei Brüder aus dem Geschlecht der Herren von Salza ab 1342 ihre Rechte an der Burg und der 1212 zur Stadt erhobenen Siedlung Salza an den Thüringer Landgrafen, den Wettiner Friedrich II., den Ernsthaften, während der vierte Bruder seinen Anteil an Erzbischof Heinrich III. von Mainz veräußerte. Im Frühjahr 1346, in der Thüringer Grafenfehde (1342–1346), eroberten die Truppen des Landgrafen die Stadt, die inzwischen von den Mainzern besetzt worden war. Salza und auch die Dryburg wurden durch Brand fast völlig zerstört. Johann, Heinrich, Günther und Friedrich von Salza wurden von Landgraf Friedrich, ihrem Lehnsherrn, 1347 an anderen Orten mit neuen Rechten und Gütern belehnt. 1409 starb das Geschlecht derer von Salza im Mannesstamm aus.

### Wettinisch-Kurmainzische Doppelherrschaft
Der thüringische Landgraf Friedrich II. aus dem Haus Wettin und der Mainzer Erzbischof einigten sich nach dem Thüringer Grafenkrieg 1346 auf die gemeinsame Verwaltung und 1350 auf den gemeinsamen Besitz von Stadt und Burg. Der „districtus salza“ war seit 1350 unter der Herrschaft der Wettiner. Die wiederaufgebaute Dryburg lag nach dem Bau einer erweiterten Stadtmauer innerhalb der Stadt, wodurch sie ihre Verteidigungsfunktion einbüßte. Sie diente künftig nur noch als Wohn- und Amtssitz. Mit dem Ausscheiden des Erzbistums Mainz endete 1387 die gemeinsame Herrschaft, wodurch Stadt und Burg jetzt im alleinigen Besitz der Wettiner waren.

### Albertinisches Herzogtum und Kurfürstentum Sachsen
Beim Übergang der Herrschaft des Amts Salza auf die Wettiner im Jahr 1387 führte man das benachbarte „Amt Thamsbrück“ noch als selbstständig auf. Die Burg Thamsbrück wurde höchstwahrscheinlich 1149 vom Landgrafen von Thüringen gebaut. Die Burg und die spätere Stadt Thamsbrück waren Gerichtsstätten der Landgrafschaft Thüringen, welche durch Vögte verwaltet wurden. Der letzte Amtmann in Thamsbrück war bis 1490 im Amt, dann wurde der Sitz nach Langensalza verlegt und das Amt ging im Amt Salza auf.
Dem Amtmann von Salza unterstand auch die Verwaltung des albertinisch-sächsischen Anteils der Ganerbschaft Treffurt mit der Vogtei Dorla sowie das unter Oberlehnsherrschaft der Grafen von Schwarzburg und der wettinischen Landgrafen von Thüringen stehende Amt Ebeleben. Letzteres wurde als schriftsässiges Gut zum Amt Salza gerechnet, es grenzte nur mit der Exklave Bothenheilingen direkt an das Amt.
Durch die Leipziger Teilung von 1485 kam der nördliche Teil Thüringens mit der Stadt und dem Amt Salza sowie der Dryburg an die albertinische Linie des Hauses Wettin. Die Burg wandelte sich in der Folgezeit zu einem repräsentativen Schloss. Im Deutschen Bauernkrieg wurde das Schloss Dryburg und die Stadt Salza von mehreren Hundert Bauern und Bürger aus der Stadt Mühlhausen belagert. Größere Schäden blieben aber aus.
Durch die Folge des Schmalkaldischen Krieges ging im Jahr 1547 die Kurwürde der Wettiner von den Ernestinern an die Albertiner über, wodurch das Amt Salza mit dem nord- und nordöstlichen Teil der ehemaligen Landgrafschaft Thüringen nun zum albertinischen Kurfürstentum Sachsen gehörte. Aufgrund der erforderlichen Neugliederung der kursächsischen Verwaltung gehörte das Amt Salza seitdem zum „Oberen Distrikt“ des neu gebildeten Thüringer Kreises. 1554 trat Kurfürst August im Naumburger Vertrag das benachbarte Amt Herbsleben ohne die Stadt Tennstedt an die Ernestiner ab. Sie gehörte seitdem zum Amt Salza. Die Stadt Salza wurde 1578 erstmals urkundlich als „Langensalza“ erwähnt, auch das Amt wurde in der Folgezeit als „Amt Langensalza“ erwähnt.
Von 1657 bis 1746 gehörten Stadt und Amt Langensalza zum albertinischen Sekundogenitur-Fürstentum Sachsen-Weißenfels. Das Kurfürstentum Sachsen behielt sich jedoch die Aufsicht über die Schriftsassen in den der Sekundogenitur überlassenen Ämtern vor. Für die im Thüringischen Kreis gelegenen Ämter Langensalza, Sangerhausen und Weißensee übernahm das neugeschaffene Kreisamt Tennstedt diese Aufgabe. Unmittelbar unterstellt war dem Kreisamt nur die schriftsässige Stadt Tennstedt, in welcher sich der Sitz des Kreisamts befand. Weiterhin wurde dieses Kreisamt auch mit der Wahrnehmung der kursächsischen Hoheitsansprüche in den außerhalb des wettinischen Territoriums gelegenen Gebieten Thüringens betraut, u. a. der Ganerbschaft Treffurt mit der Vogtei Dorla und dem schwarzburgischen Amt Ebeleben.
Nach dem Erlöschen der Nebenlinie Sachsen-Weißenfels fiel das Amt Langensalza im Jahr 1746 an die Hauptlinie der Albertiner zurück. Das Kreisamt Tennstedt behielt dabei seine bisherige Funktion bei. Durch die Ernennung des Kurfürstentums Sachsen zum Königreich gehörte das Amt ab 1806 zum Königreich Sachsen.

### Abtretung an Preußen
Nach der Periode der französischen Herrschaft wurden in Folge der Niederlage des Königreichs Sachsen auf dem Wiener Kongress im Jahr 1815 Gebietsabtretungen an das Königreich Preußen beschlossen, was u. a. den gesamten Thüringer Kreis mit seinen Ämtern betraf. Das Amt Langensalza gehörte ab 1816 mit den Exklaven Bothenheilingen und Bruchstedt des Fürstentums Schwarzburg-Sondershausen zum neu gegründeten Landkreis Langensalza im Regierungsbezirk Erfurt der preußischen Provinz Sachsen. Nur die Exklave Zaunröden kam an den Landkreis Worbis. Schloss Dryburg wurde nun Sitz verschiedener Ämter, u. a. des Rentamts, der Salarienkasse (Lohnkasse), des Hauptsteueramts und des Landratsamts. Ab 1838 hatte auch das königliche Kreisgericht seinen Sitz im Schloss.

## Zugehörige Orte
Städte
- Langensalza
- Thamsbrück
- Tennstedt (1554–1656/57)

Dörfer
| - Altengottern - Alterstedt - Blankenburg - Flarchheim - Freienbessingen | - Großengottern - Großurleben - Großwelsbach - Grumbach - Haussömmern | - Henningsleben - Heroldishausen - Hornsömmern - Issersheilingen - Kammerforst | - Kirchheilingen - Kleinurleben - Kleinvargula - Kleinwelsbach - Klettstedt | - Marolterode - Merxleben - Mittelsömmern - Mülverstedt - Nägelstedt | - Neunheilingen - Oppershausen - Schönstedt - Seebach - Sundhausen | - Tottleben - Ufhoven - Waldstedt - Weberstedt - Zimmern | - Zaunröden (Exklave) |

Teilbesitz mit dem kurmainzischen Erfurter Staat
- Großvargula[4]

Burgen und Schlösser
| - Schloss Dryburg in Langensalza - Burg Großvargula - Burg Oppershausen - Burg Seebach - Burg Tennstedt | - Burg Thamsbrück - Burg Ufhoven - Schloss Altengottern - Schloss Neunheilingen |

## Amtmänner
u. a.
- Sittich von Berlepsch (um 1525)
- Hartmann Goldacker (um 1540)
- Jörg Wayse (1556)
- Johann Rockenthien (1694/1739)